# 368 (číslo)
Tři sta šedesát osm je přirozené číslo, které následuje po čísle tři sta šedesát sedm a předchází číslu tři sta šedesát devět. Římskými číslicemi se zapisuje CCCLXVIII a řeckými číslicemi τξη.

## Matematika
368 je:
- Abundantní číslo
- Šťastné číslo
- Nepříznivé číslo

## Astronomie
- (368) Haidea je planetka hlavního pásu, kterou objevil v roce 1893 Auguste Charlois

## Doprava
- Silnice II/368 je česká silnice II. třídy vedoucí na trase Letovice – Křenov – Moravská Třebová – Tatenice – Cotkytle – Štíty – Rovensko[1][2][3][4]

## Roky
- 368
- 368 př. n. l.